# جائزة فرنسا الكبرى 1948
جائزة فرنسا الكبرى 1948 هو سباق فورمولا 1 أقيم بتاريخ 18 يوليو 1948 في رانس.